# Garz, Vorpommern-Greifswald
Garz (phát âm tiếng Đức: [ˈɡarts]) là một đô thị trong huyện Vorpommern-Greifswald (trước thuộc huyện Ostvorpommern), bang Mecklenburg-Vorpommern, miền bắc nước Đức.
Với 44,1% cử tri, những người đã bầu cho đảng dân túy cực hữu AfD tại cuộc bầu cử Bundestag 2017, Garz là một thành trì của AfD.